# 활동적 노후
활동적 노후(미국의 'Active Ageing')는 최근 유럽 위원회, 세계 보건 기구에 의해 구현된 개념으로, 인적 자원 관리에도 사용된다. 이 개념은 은퇴 연령이 더 길어지는 것과 직원들의 나이에 맞게 적응된 근무  이것은 또한 노인들의 집단적 사회적 참여로 이어진다.

## 인구통계학적 변화
유럽의 인구학적 변화는 저출산으로 노인 인구가 많아지는 쪽으로 이동하고 있다. 이는 유럽 경제에 영향을 미칠 것인데, 점점 더 적은 수의 활동 인구가 근로를 중단한 사람들의 건강관리를 위한 연금의 사회적 비용을 지원할 것이기 때문이다. EU는 2010년 목표 2개를 다음과 같이 정했다.
1. 스톡홀름의 2001년 목표는 55세에서 64세 사이의 노인 고용률을 50% 높이는 것이다.
2. 바르셀로나의 2002년 목표는 노인들의 직장 생활을 연장하기 위해 점차적으로 은퇴 연령을 5년 연장하는 것이다.

## 이론적 배경
활동적 노후 개념은 활동 이론에 대한 RobertHavighurst의 연구에 의해 영감을 받았다. 활동 이론에 따르면 노인들의 건강이 유지는 그들의 늦은 삶에서 활동적인 삶을 유지하느냐가 결정한다. 이러한 관점에서 보면 활동적인 삶을 유지하는 것은 성공적으로 늙는 방법이다.

## 현재에서의 이해
20세기 말 OECD와 국제 노동 기구와 같은 기구들은 노동 시장이 직면하고 있는 도전 과제를 다루기 위해 퇴직금 연장, 고용 상태 유지 등의 개념을 사용했다. 2002년 세계 보건 기구(WHO)는 보건 문제의 예방을 강조함으로써 이 개념에 새로운 전환점을 줬다.</ref> In 2002 the World Health Organization (WHO) gave a new twist to the concept by emphasising the prevention of health problems. 많은 ICT플랫폼이 개발 중이다.  그 후에 이 개념은 지역 사회에 참여하고 있는 노인들(예:자원 봉사를 통해)과 그 가족들에게로 확대됐다. 이런 관점에서 노인들은 자신의 삶을 자신의 삶에 이익을 주고 집단성을 강화하기 위해서 자신의 건강을 최적화해야 한다. 한편, 비평가들은 이 모델의 규범성을 정상적인 노화가 노인들의 활동적이고 이질적인 생활 과정을 고려하지 않고, 유익하다고 인정되는 활동에 참여해야 정상적인"노화가 이뤄진다고 말하고 있다며 비난하고있다